# Saldea

De vlag van Saldea

De vlag van Huis Bashere

De Verrader's Banner

Saldea is een van de vier Grenslanden, (landen die aan de Verwording grenzen) in de veertiendelige boekenserie Het Rad des Tijds, geschreven door Robert Jordan. Naast Shienar, Arafel en Kandor is Saldea verreweg het grootste Grensland, groter dan Shienar en Kandor samen.
Saldea wordt geregeerd door koningin Tenobia en heeft een sterk militair uiterlijk, aangezien het als barrière tegen het Schaduwgebroed van de Verwording dient. De Krijgsmaarschalk is verantwoordelijk voor de verdediging van het land. Dat is heer Davram Bashere, de oom van Tenobia en de vader van Faile Bashere.
Bij de oorlog trekken de vrouwen mee; Saldeaanse meisjes worden geoefend in de krijgskunst. Saldeaanse verhalen gewagen van vrouwen die na de dood van hun man de troepen voorgaan in de strijd. Van een Saldeaanse man of vrouw van adel wordt verwacht dat hij of zij uitstekend kan paardrijden, gedichten kan voordragen, muziekinstrumenten kan bespelen en kan meepraten over de krijgskunst. Het land is welvarend dankzij de handel in bont en ijspepers. Het land werd geteisterd door de Valse Draak Mazrim Taim, die de Asha'man voor Rhand Altor opleidt.
Aiel-woestijn · Altara · Amadicia · Andor · Arad Doman · Arafel · Cairhien · Eilanden van het Zeevolk · Falme · Geldan · Illian · Kandor · Land van de Waanzinnigen · Malkier · Mayene · Morland · Saldea · Seanchan · Shara · Shienar · Tarabon · Tar Valon · Tyr · de Verwording